# Сан Поло Матезе
Вижте пояснителната страница за други значения на Сан Поло.
Сан По̀ло Матѐзе (на италиански: San Paolo Matese, на местен диалект Sant Puol, Сант Пуол) е село и община в Южна Италия, провинция Кампобасо, регион Молизе. Разположено е на 751 m надморска височина. Населението на общината е 458 души (към 2011 г.).